# Boroline
Boroline es una crema antiséptica de venta libre comercializada en la India por G. D. Pharmaceuticals. La crema se comercializa como una solución natural y ayurvédica para diversos problemas de la piel, como cortes, labios agrietados, piel áspera e infecciones.
El origen del producto se remonta al movimiento Swadeshi que imperaba en la India en los años veinte. Producido por primera vez en 1929 por Gour Mohan Dutta, el producto ganó popularidad por ser una de las primeras cremas antisépticas fabricadas en la India. Dutta comercializó estratégicamente Boroline como reflejo de la cultura bengalí, aprovechando los sentimientos nacionalistas. El envase de la crema en tubos verdes con el logotipo de un elefante permitía identificarla fácilmente a los consumidores, especialmente a los de las zonas rurales. Tras la independencia, la empresa tuvo que hacer frente a la competencia, pero se adaptó gracias a sus esfuerzos de marca y marketing, incluido el patrocinio de eventos. A pesar de problemas como la interrupción de la producción, Boroline sigue en circulación en 2024, y la marca representó más del 60% de los ingresos de la empresa matriz en 2016. Mantiene una presencia significativa en la cultura bengalí y es conocida por evocar un sentimiento de nostalgia entre los miembros de la comunidad.

## Historia
La historia de Boroline se remonta a la década de 1920 en la India, durante el apogeo del movimiento Swadeshi, que abogaba por la autosuficiencia y la reducción de la dependencia de las importaciones británicas. Gour Mohan Dutta, un comerciante bengalí de cosméticos importados, se unió al movimiento Swadeshi para crear alternativas locales con la ayuda de su esposa. Uno de sus brebajes, una crema antiséptica hecha con una mezcla de ácido bórico y aceite, llamó mucho la atención y se agotó rápidamente en los mercados de Burrabazar donde vendía sus productos. Reconociendo el potencial de su fórmula, Dutta fundó oficialmente G. D. Pharmaceuticals en 1929 y bautizó el producto con el nombre de Boroline. El nombre deriva de boro (abreviatura de ácido bórico) y -oline del latín oleum (trad. «aceite»). Comercializado en unos característicos tubos verdes adornados con el logotipo de un elefante, símbolo de fuerza y prosperidad e inspirado en la deidad hindú Ganesha, Boroline se hizo rápidamente popular entre los consumidores indios y se convirtió en un producto básico en los hogares de toda Bengala.

## Marketing
Desde el principio, Dutta presentó Boroline como un producto que formaba parte de la cultura bengalí. Sólo publicaba anuncios del producto en bengalí y se centraba en los principales acontecimientos bengalíes, como Durga Puja. Como resultado, el producto se asoció con los sentimientos nacionalistas que prevalecían en la época. A principios de la década de 1920, se consideraba un orgullo utilizar Boroline, fabricada localmente, frente a otras cremas extranjeras similares. En 1947, durante las celebraciones del Día de la Independencia, G. D. Pharmaceuticals publicó un anuncio en los periódicos nacionales que distribuía cupones para tubos gratuitos de Boroline. Se dice que se distribuyeron más de 100.000 tubos de la crema antiséptica como parte de la promoción.
Tras la independencia de la India, el producto sufrió una importante competencia de falsificaciones y productos de imitación nacionales. El conglomerado multinacional indio Emami lanzó un producto llamado BoroPlus que contaba con el respaldo del actor Amitabh Bachchan y su esposa Jaya Bachchan. En respuesta, G. D. Pharmaceuticals invirtió mucho en publicidad. Al mismo tiempo, la empresa modificó su imagen de marca para adaptarse a los nuevos tiempos. Se centró en establecer Boroline como la crema antiséptica «original» de la India. Se contrató a una agencia de publicidad para que escribiera un jingle publicitario de Boroline tanto en Bengala Occidental como en la India. El jingle resultante, escrito por Rituparno Ghosh, era el «Bongo jiboner ongo» (বঙ্গ জীবনের অঙ্গ), que daba a entender que la crema era parte integrante de la vida bengalí.
Desde la década de 1950, la empresa fue dirigida por el hijo del fundador, Murari Mohan Dutta. Dutta propuso la idea de patrocinar acontecimientos deportivos y festivales en la India. En 1982, Boroline se convirtió en uno de los primeros patrocinadores de la Copa de Oro Internacional de Fútbol Jawaharlal Nehru (que pasó a ser la Copa Nehru), uno de los primeros acontecimientos retransmitidos en color en toda la India. La empresa se convirtió en un elemento fijo en eventos deportivos y festivales, animando a los jugadores y organizando campañas en las calles durante los festivales. Como resultado de estos esfuerzos de marketing, las ventas de Boroline se duplicaron y la marca obtuvo un reconocimiento y una fidelidad considerables. Incluso en las zonas rurales, donde la mayoría de la gente no podía leer los anuncios, la crema era conocida como crema haatiwala (trad. crema con el elefante) debido al icónico envase de la empresa y al logotipo del elefante.

## Producto
Boroline es una combinación del antiséptico ácido bórico, el astringente y protector solar óxido de zinc y el emoliente lanolina, y es comercializado por G. D. Pharmaceuticals como una solución natural y ayurvédica para varios problemas de la piel como cortes, labios agrietados, piel áspera e infecciones. A pesar de una interrupción temporal de la producción en la década de 1990 debido a las regulaciones de precios del gobierno, Boroline sigue estando disponible para los consumidores a partir de 2024 conservando su icónico envase verde. Durante la Segunda Guerra Mundial, la empresa pasó temporalmente a un envase alternativo, sin embargo, la empresa incluyó una nota en estos envases asegurando a los clientes en cada envase que, a pesar del cambio, la calidad y cantidad de ingredientes se mantenía constante.
La empresa cuenta con dos plantas de fabricación en Chakbagi, Bengala Occidental, y en la zona industrial de Mohan Nagar, Ghaziabad, responsables de la producción de Boroline. En 2016, Boroline contribuyó a más del 60% de las ventas de la empresa. En 2021, la empresa registró más de 31,7 millones de dólares en ventas y 10,1 millones de dólares en beneficios.

## Cultura popular
Boroline se considera un elemento básico de la cultura bengalí. El producto ha sido utilizado por múltiples generaciones de personas en la comunidad bengalí, lo que lleva a una broma interna que afirma que Boroline puede curar casi cualquier cosa. En 2016, Sawan Dutta publicó un vlog titulado «Oda a Boroline» en el que cantaba sobre las diversas formas en que los bengalíes utilizan la crema. Se dice que muchos de los anuncios y productos asociados vendidos por G. D. Pharmaceuticals evocan un sentimiento de nostalgia entre los miembros de la comunidad.